# Руперт Гринт
Руперт Александер Лојд Гринт (енгл. Ruper Alexander Lloyd Grint; 24. август 1988) енглески је глумац и продуцент. Постао је познат глумећи Рона Визлија, једног од три главна јунака у филмовима о Харију Потеру. Гринт је улогу Рона добио са 11 година, док је пре тога глумио само у школским представама и у својој локалној позоришној групи. Од 2001. до 2011. године, глумио је у свих осам филмова о Харију Потеру.
Почев од 2002. године, Гринт је почео да ради изван Хари Потер франшизе, игрјаући главну улогу у филму Гром у панталонама (енгл. Thunderpants). Имао је главне улоге у филмовима Часови вожње (енгл. Driving Lessons), драмедији из 2006. године и Опасан провод (енгл. Cherrybomb), драми са ограниченим издањем из 2010. године. Гринт је глумио са Билом Најем и Емили Блант у комедији Дивља мета. Његов први филмски пројекат, након завршетка серијала о Харију Потеру, био је антиратни филм из 2012. године, Међу непријатељима, у коме је имао споредну улогу. Наредне године је изашао још један његов филм, CBGB. Његов позоришни деби био је у октобру 2013. године у Позоришту Харолда Пинтера у Лондону. Посудио је глас за лик Џоша у анимираном филму Поштар Пет из 2014. године. Глумио је и био извршни продуцент телевизијске серије Снеч из 2017. године, засноване на истоименом филму из 2000. године.

## Биографија

### Младост
Гринт је рођен у Харлоуу, граду на западу Есекса у Енглеској. Отац му је Најџел Гринт (рођен 1963. године), трговац колекционарским предметима везаним за аутомобилске трке, а мајка Џоана Гринт (рођена као Џоана Парсонс, 1967. године). Гринт је најстарији од петоро браће и сестара: Џејмс (1990), Џорџина (1993), Саманта (1996) и Шарлот (1998). Изјавио је да му је најранији животни циљ био да постане сладолеџија. Похађао је школу Ричард Хејл у Хертфорду.
Док је похађао школу, Гринт је почео веома да се интересује за позориште. Почео је да наступа у школским представама, а придружио се локалној позоришној групи која га позвала на аудицију за рибу у Нојевој барци, као и за мајмуна у представи о Христовом рођењу. Наставио је да глуми у школским представама чак и кад је прешао у средњу школу.
Није професионално глумио пре серијала о Харију Потеру.
Са 16 година је напустио школу како би се посветио својој глумачкој каријери. Касније је коментарисао како „није баш толико волео школу”.

## Приватни живот
Гринт је укључен у разне добротворне организације, а донирао је разне предмете попут одеће за добротворне аукције, а такође је учествовао и у Wacky Rally 2010. године, када се скупљао новац за британску Краљевску националну институцију за спашавање. Био је један од око 40 учесника који су радили на дизану Крисалис колекције за Дом за немоћне Киш у Лутону. Његово дело, насликани лептир, продат је на аукцији на Ибеју у марту 2010. године.
У мају 2011. године, уз друге познате личности, Гринт је учествовао у рекламној кампањи за „Make Mine Milk” када се промовисало свакодневно конзумирање млека. Његове рекламе су се могле видети на хиљадама аутобуса и постера широм Уједињеног Краљевства. Гринт подржава Награду мала звезда од 2011. године, у знак подршке институцији која истражује рак у Уједињеном Краљевству. „Сматрам да је предивно што ова институција помаже да се унесе мало магије у животе деце”, изјавио је Гринт.
Као део Олимпијских игара у Лондону 2012. године, Руперт је учествовао у ношењу олимпијске бакље, коју је носио кроз Хендон у Северозападном Лондону до Универзитета у Мидлсексу. У романтичној је вези са енглеском глумицом Џорџијом Грум од 2011. године.

## Филмографија
| Улоге Руперта Гринта |                                         |               |                   |          |
| Година               | Српски назив                            | Изворни назив | Улога             | Напомена |
| 2001.                | Хари Потер и Камен мудрости             |               | Рон Визли         |          |
| 2002.                | Хари Потер и Дворана тајни              |               | Рон Визли         |          |
| 2002.                | Гром у панталонама                      |               | Алан А. Ален      |          |
| 2004.                | Хари Потер и Затвореник из Аскабана     |               | Рон Визли         |          |
| 2005.                | Хари Потер и Ватрени пехар              |               | Рон Визли         |          |
| 2006.                | Часови вожње                            |               | Бен Маршал        |          |
| 2005.                | Хари Потер и Ред феникса                |               | Рон Визли         |          |
| 2009.                | Хари Потер и Полукрвни принц            |               | Рон Визли         |          |
| 2010.                | Опасан провод                           |               | Малаки Макини     |          |
| 2010.                | Дивља мета                              |               | Тони              |          |
| 2010.                | Хари Потер и реликвије Смрти: Први део  |               | Рон Визли         |          |
| 2011.                | Хари Потер и реликвије Смрти: Други део |               | Рон Визли         |          |
| 2012.                | Усред белине                            |               | Ганер Роберт Смит |          |
| 2013.                | Чарли Кантриман                         |               | Карл              |          |
| 2013.                | ЦБГБ                                    |               | Чита Хром         |          |
| 2013.                | Дај гол!                                |               | Амадео (глас)     |          |
| 2014.                | Поштар Пет                              |               | Џош (глас)        |          |
| 2023.                | Неко куца на врата колибе               |               | Редмонд           |          |